# 李長春 (萬曆進士)
李長春（16世紀—17世紀），字恆陽，直隸河間府興濟縣人，明朝、南明政治人物。

## 生平
李長春是萬曆三十七年（1609年）的舉人，到四十一年（1613年）成進士，授嶧縣知縣，期間他平衡處理政務，不故意違反常情，令官司減少、人民安定；同時他在荒年振災，嚴禁商人從中牟利，惠及人民。調臨淄，轉河南道監察御史。
崇禎帝即位，他彈劾王永光，改任戶部郎中。弘光帝繼位，李長春上疏南運和北運的不同，請求改漕糧由民運輸，減少保兌充實軍餉，朝廷聽從。不久升任太僕少卿和太僕卿，南京失守後清朝曾邀請他出仕，但他拒絕，後事不詳。